# Tangpantserjuffer
De tangpantserjuffer (Lestes dryas) is een middelgrote Europese pantserjuffer die ook in België en Nederland zeldzaam voorkomt. De soort stelt zeer specifieke eisen aan haar voortplantingsbiotoop en wordt daardoor bedreigd. De Nederlandstalige naam is afkomstig van de tangvormige achterlijfaanhangsels van het mannetje. De wetenschappelijke naam van de soort werd in 1890 gepubliceerd door William Forsell Kirby.

## Beschrijving
De tangpantserjuffer heeft alle kenmerken van een pantserjuffer. Het lichaam is donker- tot kopergroen met een opvallende metaalglans. Het pterostigma is zo lang als twee onderliggende cellen en donkerbruin. Volwassen mannetjes hebben een blauwe verkleuring (berijping) op de eerste twee en laatste twee achterlijfssegmenten. De bovenste achterlijfaanhangsels van de mannetjes zijn lang en tangvormig, de onderste bijna even lang en eveneens gebogen De vrouwtjes hebben een relatief grote legboor die voorbij het laatste achterlijfssegment uitsteekt.
In zithouding houden tangpantserjuffers hun vleugels half gespreid, in tegenstelling tot andere juffers.

## Vliegtijd
De tangpantserjuffer vliegt van eind juni tot in september, met een piek in augustus.

## Gedrag en voortplanting
De eieren worden afgezet in stengels van oeverplanten. De dieren vormen meestal een tandem voor de paring en de eileg. Het vrouwtje boort met haar legboor gaatjes in de stengel, en plaatst vervolgens in ieder gaatje een eitje.

## Habitat
De tangpantserjuffer is erg selectief wat haar voortplantingsbiotoop aangaat: ondiepe, verlande en voedselarme plassen met een rijke vegetatie van lage moerasplanten, veelal in een beboste omgeving, meestal op zandgrond. De soort wordt zowel in heidegebieden als in duinen gevonden. Dergelijke situaties komen slechts tijdelijk voor alvorens volledig te verlanden of te verbossen, waardoor de tangpantserjuffer steeds nieuwe plaatsen moet opzoeken. De planten zelf zijn minder belangrijk; allerlei soorten moerasplanten worden gebruikt om de eieren in af te zetten.

## Verspreiding en voorkomen
De soort komt voor in Midden- en Zuid-Europa tot in Midden-Azië. In België is ze zeldzaam in het noordoosten van de Antwerpse Kempen en in Limburg, in Nederland vrij algemeen in Drenthe en in de duinen.

## Verwante en gelijkende soorten

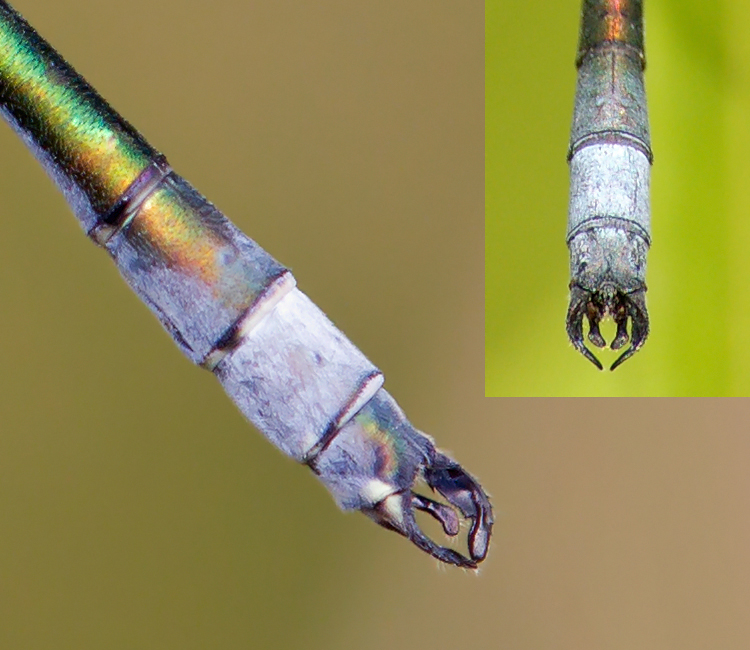
De lepelvormige binnenste aanhangsels zijn typisch voor de mannelijke tangpantserjuffer

Buiten de tangpantserjuffer komen er in België en Nederland nog vier andere soorten pantserjuffers voor:
- de gewone pantserjuffer (Lestes sponsa)
- de houtpantserjuffer (Chalcolestes viridis)
- de tengere pantserjuffer (Lestes virens)
- de zwervende pantserjuffer (Lestes barbarus)

Deze lijken sterk op elkaar, maar kunnen in principe onderscheiden worden door de vorm en kleur van het pterostigma en van de kleuren van het achterhoofd, het borststuk en het achterlijf. De tangpantserjuffer is niet eenvoudig van de gewone pantserjuffer te onderscheiden, daarvoor moeten de achterlijfaanhangsels (bij mannetjes) of de legboor (bij vrouwtjes) vergeleken worden. Maar de gewone pantserjuffer is veel algemener en komt in veel meer biotopen voor.
Buiten de pantserjuffers is er door de kenmerkende kleuren en de zithouding nauwelijks verwarring met andere juffers mogelijk.

## Bedreigingen en bescherming
De tangpantserjuffer wordt vermeld op de Belgische Rode Lijst (libellen) als ‘bedreigd’, vooral vanwege het verdwijnen van haar voortplantingsbiotoop: ondiepe, verlande, voedselarme plassen in bosrijke omgeving.

## Afbeeldingen

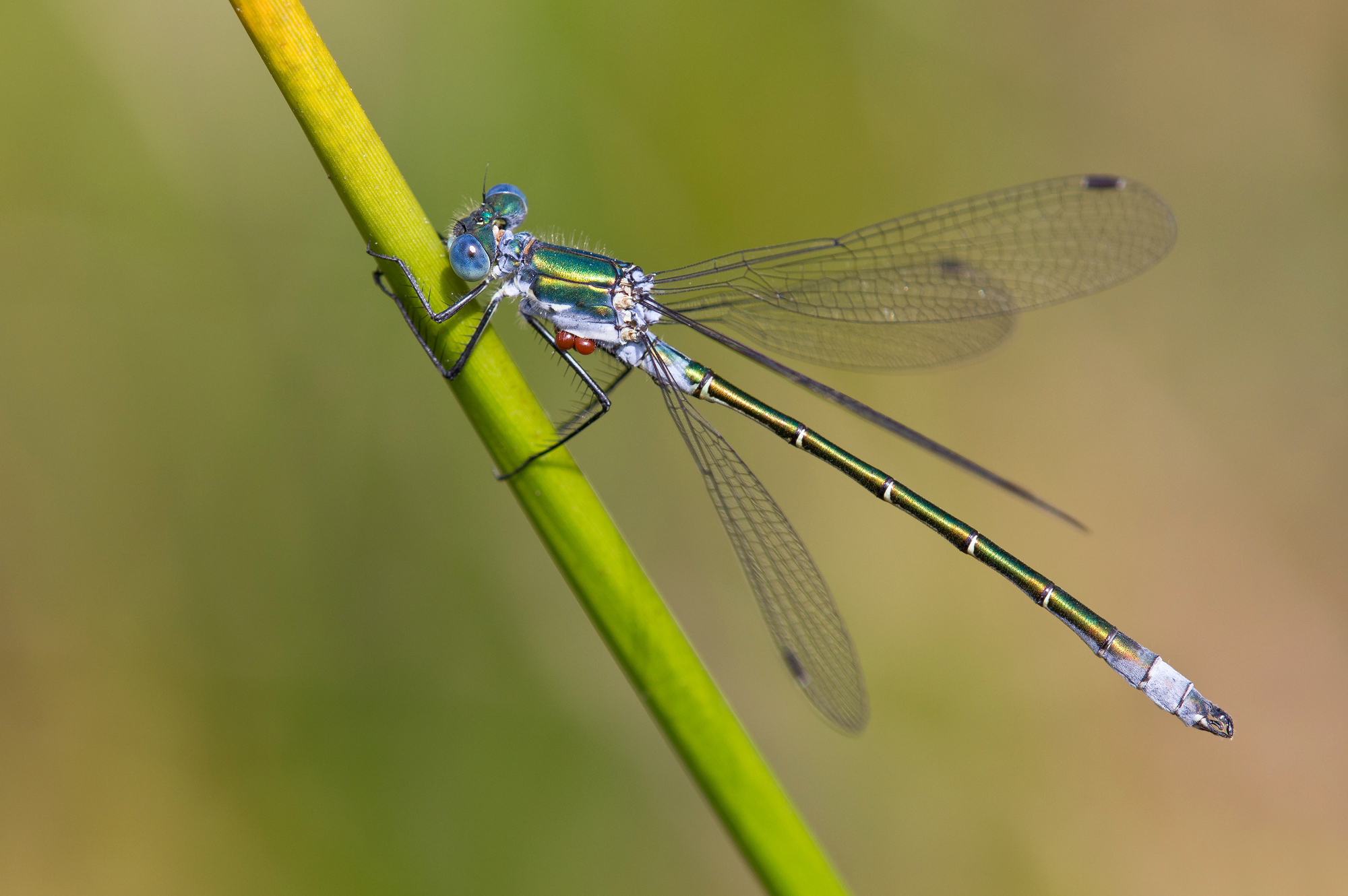
mannetje met mijten
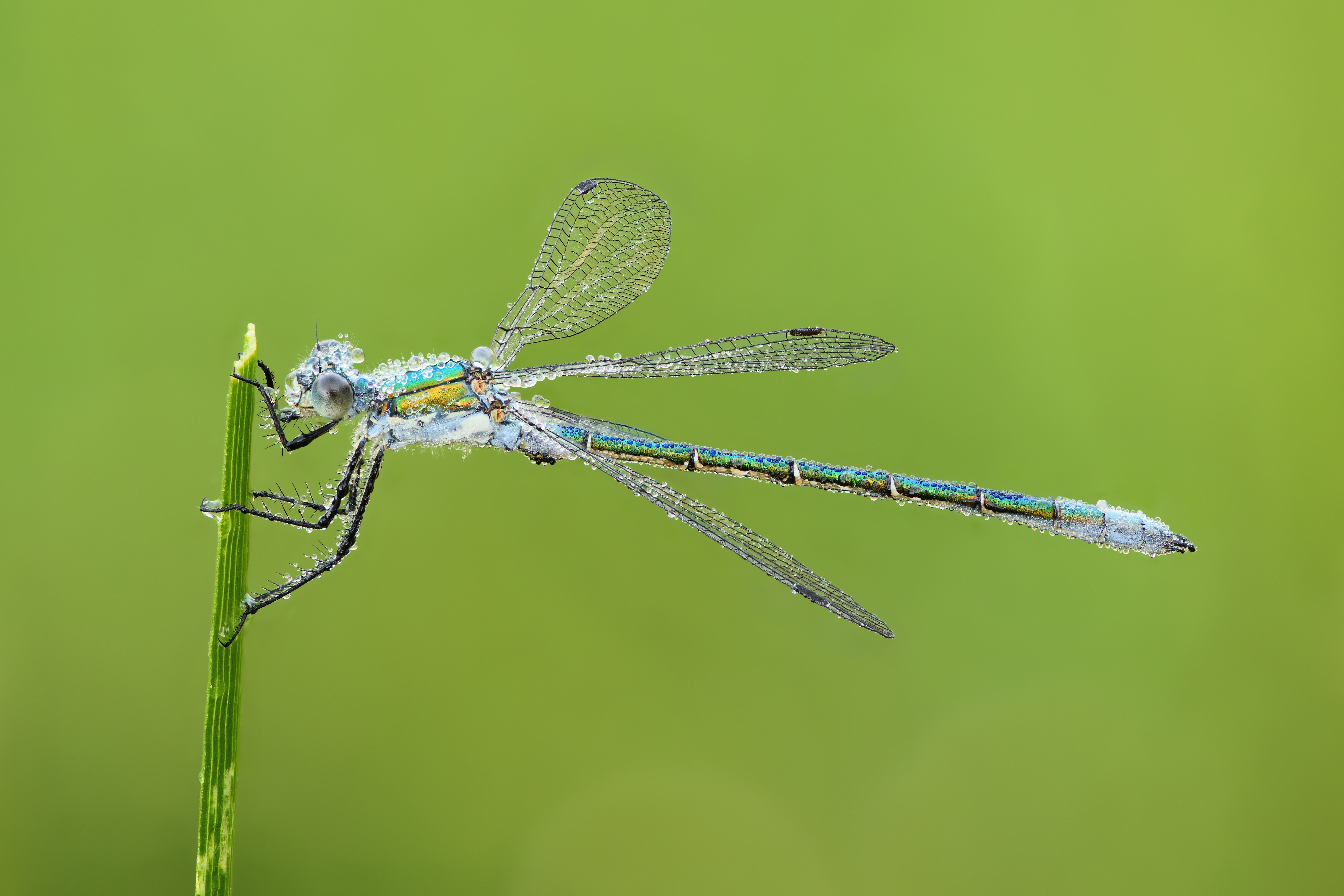
mannetje
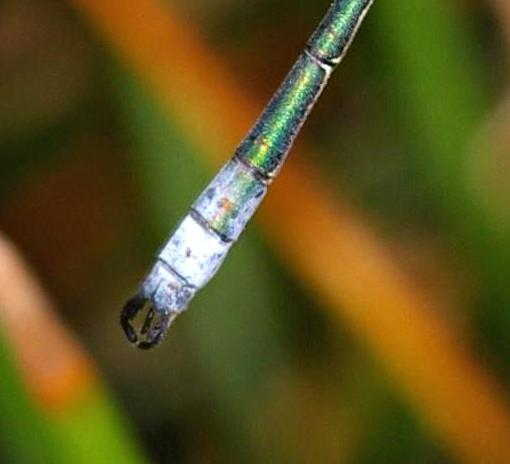
staartdelen van de gewone pantserjuffer (man)